# Punt d'equilibri
El punt d'equilibri (o en anglès break even), sovint abreujat com a B/E en finances (de vegades anomenat punt d'equilibri) és el punt d'equilibri que no genera guanys ni pèrdues. Qualsevol nombre per sota del punt d'equilibri constitueix una pèrdua, mentre que qualsevol nombre per sobre mostra un benefici. El terme prové de les finances, però el concepte s'ha aplicat en altres camps.

## En economia

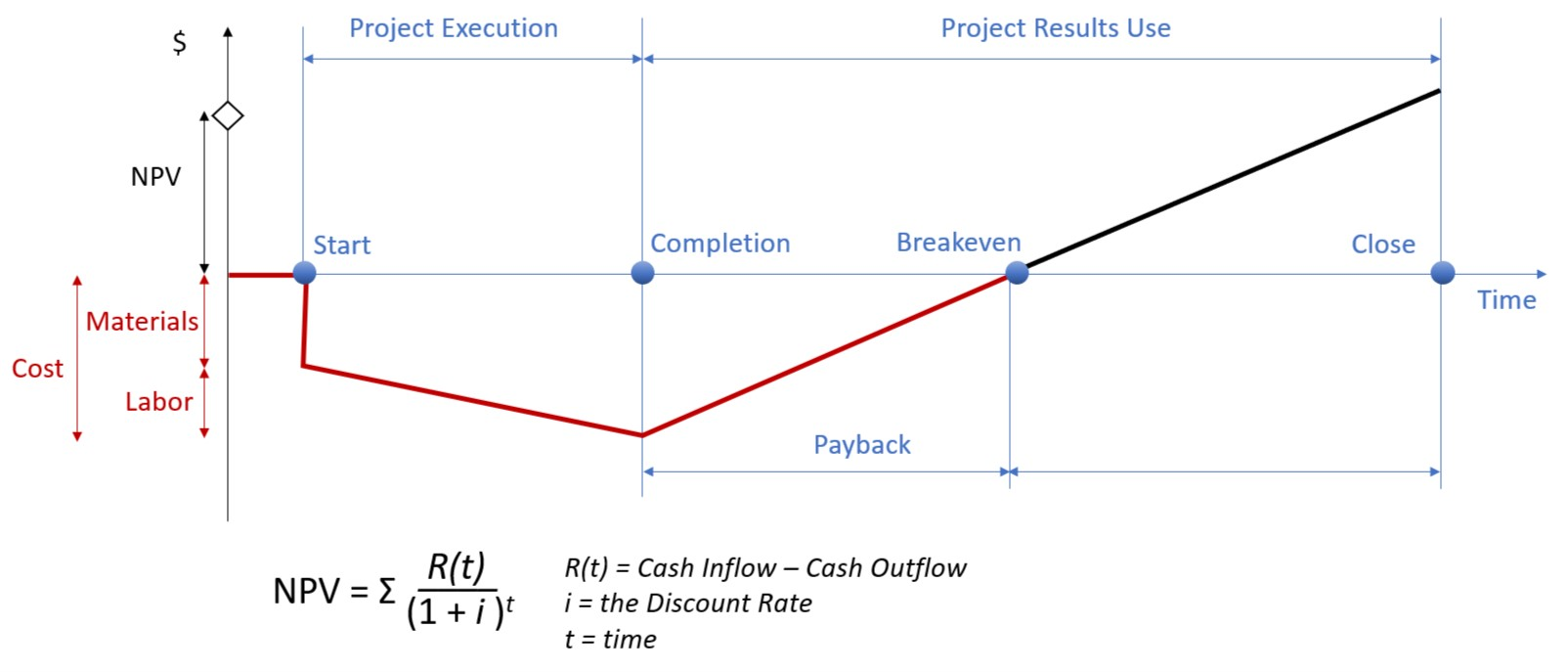
Un model de flux d'efectiu simplificat mostra el període d'amortització com el temps des de la finalització del projecte fins a l'equilibri.

En economia i empresa, concretament en comptabilitat de costos, el punt d'equilibri (en anglès break-even point o BEP) és el punt en què els costos o les despeses i els ingressos són iguals: no hi ha pèrdues ni guanys nets, i es té un "punt de rendibilitat". No s'han obtingut guanys o pèrdues, tot i que s'han "pagat" els costos d'oportunitat i el capital ha rebut la rendibilitat esperada ajustada al risc. En altres paraules, és el punt en què els ingressos totals d'una empresa superen els seus costos totals, i l'empresa comença a crear riquesa en lloc de consumir-la. Es mostra gràficament com el punt on es troben les corbes d'ingressos totals i de cost total. En el cas lineal, el punt d'equilibri és igual als costos fixos dividits pel marge de contribució per unitat.
El punt d'equilibri s'aconsegueix quan els beneficis generats coincideixen amb els costos totals acumulats fins a la data de generació de beneficis. Establir el punt d'equilibri ajuda les empreses a establir plans per als nivells de producció que han de mantenir per ser rendibles.

## En finances
El mètode comptable per calcular el punt d'equilibri no inclou el cost del capital circulant. El mètode financer de càlcul del punt d'equilibri, anomenat anàlisi del punt d'equilibri del valor afegit, s'utilitza per avaluar la viabilitat d'un projecte. Aquest mètode no només té en compte tots els costos, sinó que també inclou els costos d'oportunitat del capital necessari per desenvolupar un projecte.

## En altres camps
En la investigació de la fusió nuclear, el terme punt d'equilibri es refereix a un factor de guany d'energia de fusió igual a la unitat; això també es coneix com a criteri de Lawson. La noció també es pot trobar en fenòmens més generals, com ara la percolació. En energia, el punt d'equilibri és el punt on l'energia utilitzable obtinguda d'un procés és igual a l'energia d'entrada.
En informàtica, el terme (utilitzat amb poca freqüència) fa referència a un punt del cicle de vida d'un llenguatge de programació on el llenguatge es pot utilitzar per codificar el seu propi compilador o intèrpret. Això també s'anomena autoallotjament.
En medicina, és un estat postulat quan els avenços de la medicina permeten cada any un augment d'un any o més de l'esperança de vida dels vius, per tant, condueix a la immortalitat mèdica, excepte la mort accidental.
Al futbol, la UEFA va adoptar el requisit del punt d'equilibri. Es coneix com a Reglament del joc net financer de la UEFA. El seu propòsit és prohibir que els clubs gastin més diners en transferències dels que guanyen com a negocis, és a dir, els ingressos per cada exercici fiscal excloent les donacions de patrocinadors o anunciants.